# Gopal Saini
Pour les articles homonymes, voir Saini.
Gopal Singh Saini (né le 18 avril 1954) est un athlète indien, spécialiste des courses de fond.

## Biographie
Il remporte la médaille d'or du 5 000 mètres lors des championnats d'Asie 1981, à Tokyo. Il détient le record d'Inde du 3 000 m steeple en 8 min 30 s 88, établi le 5 juin 1981 au cours de ces mêmes championnats.

### Palmarès
| Date | Compétition         | Lieu      | Résultat | Épreuve         | Performance    |
| ---- | ------------------- | --------- | -------- | --------------- | -------------- |
| 1978 | Jeux asiatiques     | Bangkok   | 2e       | 3 000 m steeple | 8 min 44 s 8   |
| 1979 | Championnats d'Asie | Tokyo     | 3e       | 5 000 m         | 13 min 59 s 8  |
| 1979 | Championnats d'Asie | Tokyo     | 3e       | 3 000 m steeple | 9 min 12 s 4   |
| 1981 | Championnats d'Asie | Tokyo     | 1er      | 5 000 m         | 13 min 52 s 22 |
| 1981 | Championnats d'Asie | Tokyo     | 2e       | 3 000 m steeple | 8 min 30 s 88  |
| 1982 | Jeux asiatiques     | New Delhi | 2e       | 3 000 m steeple | 8 min 50 s 28  |

### Records
| Épreuve         | Performance   | Lieu      | Date            |
| --------------- | ------------- | --------- | --------------- |
| 5 000 m         | 14 min 1 s 19 | New Delhi | 2 décembre 1982 |
| 3 000 m steeple | 8 min 30 s 88 | Tokyo     | 5 juin 1981     |